# Peter Nowalk
Peter Nowalk est un scénariste et producteur américain.

## Biographie
Nowalk est né à Point Pleasant, dans le New Jersey, et a étudié à l'université de Brown. Il a coécrit le livre The Hollywood Assistants Handbook, publié par Workman Books en 2008. Cette même année, il a commencé à travailler dans la série télévisée médicale de Shonda Rhimes, Grey's Anatomy, en tant que scénariste récurrent, puis plus tard en tant que producteur exécutif. Il est également le coproducteur exécutif de la série Scandal. Nowalk a écrit "Everything's Coming Up Mellie", le septième épisode de la troisième saison de Scandal en 2013.
Nowalk est le créateur et le producteur exécutif de la série télévisée dramatique Murder, produite par ShondaLand,,. 

## Crédits
- Grey's Anatomy (2008-2013, scénariste - 11 épisodes, rédacteur en chef - 40 épisodes, producteur puis producteur superviseur - 69 épisodes)
- Scandal (2013-2018, coproducteur exécutif, scénariste - épisode "Everything's Coming Up Mellie")
- How to Get Away with Murder (2014-2019, producteur exécutif, créateur, showrunner)